# Right Now (Van-Halen-Lied)
Right Now ist ein Lied der US-amerikanischen Hardrock-Band Van Halen. Es erschien 1991 auf dem Album For Unlawful Carnal Knowledge und wurde im Folgejahr als Single veröffentlicht. Das dazugehörige Musikvideo gewann bei den MTV Video Music Awards 1992 drei Auszeichnungen, darunter den Hauptpreis Video des Jahres.

## Hintergrund
Im Juni 1991 veröffentlichte die Band ihr neuntes Studioalbum For Unlawful Carnal Knowledge, das wie ihre zwei Vorgänger Platz eins des US-amerikanischen Albumcharts erreichte. Right Now wurde am 30. Januar 1992 als Single veröffentlicht. Im Lied geht es darum, im Hier und Jetzt zu leben, den Moment zu nutzen. Sänger Sammy Hagar entwarf den Text mit der Idee, keinen Song über Liebe oder Sex zu schreiben, sondern einen mit einer tiefergehenden Botschaft. Der Sänger selbst bezeichnet den Text als den besten Liedtext, den er jemals geschrieben habe.
Textbeispiel aus dem Refrain
Right now

Catch that magic moment, do it

Right here and now

It means everything

…

Genau jetzt

Greif' den magischen Moment, tu es

Genau hier und jetzt

Es bedeutet alles

…
Das Lied wurde 1993 für die Werbung von Crystal Pepsi, einer durchsichtigen Cola, verwendet. Premiere hatte der Werbeclip am 31. Januar 1993 bei der Ausstrahlung des 27. Super Bowl. John McCain verwendete das Lied für die Präsidentschaftswahl 2008. Die Van-Halen-Brüder stellten in einer Erklärung allerdings dar, dass sie McCain keine Genehmigung dafür gegeben hatten. Donald Trump setzte das Lied in der Präsidentschaftswahl 2016 ein.

## Musik
Die Musik zu dem Lied wurde von Eddie Van Halen schon in den 1980er-Jahren geschrieben, als die Band noch mit ihrem ersten Sänger David Lee Roth zusammen war. Dieser hatte an der Klaviermusik allerdings kein Interesse. Erst mit Sänger Hagar konnte das Stück von Van Halen verwirklicht werden.
Das Lied ist in D-Moll geschrieben und beginnt mit einer eingängigen Klavierlinie Eddie Van Halens, die sich aus einer mehrere Takte wiederholenden Abfolge der Pentatonik-Tonleitertöne D–F–G–A–C–D besteht. Dieser einleitende Teil ist rhythmisch in besonderer Weise aufgebaut, da die Bassbegleitung mit der linken Hand jeweils auf der zweiten Sechzehntelnote eines Takts erfolgt und hier die Betonung setzt. Es folgt das Klavier-Hauptriff mit regulärer Betonung auf der ersten Note eines Takts, bevor der Song in die typische Struktur Strophe – PreChorus – Chorus übergeht. Vor dem Gitarrensolo wird erneut das Intro gespielt, dieses wird auch im Outro wiederholt und schließlich ausgeblendet.
Gitarrist Eddie Van Halen leitet mit einer Reihe an Pinch harmonics in das Gitarrensolo über. Dieses besteht aus acht Takten und ist melodisch aufgebaut, sodass man es mitsingen könne. Das für den Gitarristen sonst so charakteristische Tapping oder der Einsatz des Tremolo-Hebels werden hier nicht verwendet. Das Solo wurde von der Musikzeitschrift Rolling Stone zu den 20 besten Eddie-Van-Halen-Solos gezählt.

## Musikvideo
Die Band drehte mit Regisseur Mark Fenske ein Video, welches das prämierteste Musikvideo der Band werden sollte. Für Fenske, der zuvor vor allem Fernsehwerbespots gedreht hat, war es das erste Musikvideo überhaupt.
Im Musikvideo werden zu den gezeigten Bildern passende Untertitel eingeblendet, die jeweils beginnend mit den Wörtern „Right Now“ sowohl politische und gesellschaftliche Aspekte der damaligen Zeit ansprechen, als auch Bezüge zur Band beinhalten („Right now, Ed is playing the piano.“ – „Genau jetzt spielt Ed Klavier.“). Die Personen, die in dem Video  neben der Band zu sehen sind, gehörten wegen des knappen Budgets alle zum Drehteam bzw. zu Fenskes Familie. Das Foto, das eine Frau in dem Video anzündet, ist ein Foto von Fenske selbst, als er 24 Jahre alt war.
Mit dem Konzept des Musikvideos war Sänger Hagar zunächst weniger zufrieden. Er fand, dass die Zuschauer durch das Lesen der eingeblendeten Textzeilen weniger auf den Liedtext achten würden. Hagar weigerte sich zunächst, das Musikvideo zu drehen, und fuhr trotz Überzeugungsversuchen der Plattenfirma mit seiner Freundin erst einmal in den Urlaub. Bassist Michael Anthony hingegen sei aufgrund der Bedeutung des Liedes stolz auf das Video gewesen. Hagar sang schließlich doch mit. Sein Ärger zeigt sich in einer Szene, in der er den Text nicht mitsingt. Später wurde ein dazu passender Untertitel ausgewählt („Right now, maybe we should pay attention to the lyrics.“ – „Genau jetzt sollten wir möglicherweise mehr auf den Liedtext achten.“)
Auswahl von eingeblendeten Untertiteln
Right now, God is killing moms and dogs because he has to.

Right now, oil companies and old men are in control.

Right now, your memory is getting longer while your life is getting shorter.

Right now, pigs are becoming lunch.

Right now, blacks and whites don't eat together very much.

Right now, our government is doing things we think only other countries do.

Right now, nothing is more expensive than regret.

Right now, someone is working too hard for minimum wage.

…

Genau jetzt tötet Gott Mütter und Hunde, weil er es muss.

Genau jetzt liegt die Kontrolle bei Ölfirmen und alten Männern.

Genau jetzt werden Ihre Erinnerungen mehr, während Ihr Leben kürzer wird.

Genau jetzt werden Schweine zu Mittagessen.

Genau jetzt essen Schwarze und Weiße nicht sehr viel zusammen.

Genau jetzt tut unsere Regierung Dinge, von denen wir annehmen, dass nur andere Länder sie tun.

Genau jetzt ist nichts teurer als Bedauern.

Genau jetzt arbeitet jemand zu hart für den Mindestlohn.

…
Während der Van-Halen-Tournee 2004 wurde bei den Konzerten auf dem Hintergrundbildschirm das Video eingespielt, wobei dem Zeitgeist entsprechend abgewandelte Untertitel eingeblendet wurden (z. B. „Right now a thirteen year old is illegally downloading this song“ – „Genau jetzt lädt ein/e 13-Jährige/r dieses Lied illegal herunter.“). Zu der Zeile „Right now, nothing is more expensive than regret.“ wird – anstatt eines Kondoms, wie im Originalvideo – ein Foto von George W. Bush eingeblendet.

## Rezeption

### Auszeichnungen
MTV Video Music Awards 1992
- Auszeichnung in der Kategorie Bestes Video des Jahres (Video of the Year)
- Auszeichnung in der Kategorie Beste Regie in einem Video (Best Direction in a Video)
- Auszeichnung in der Kategorie Bester Schnitt in einem Video (Best Editing in a Video)

- Nominierung in der Kategorie Bestes Video einer Band (Best Group Video)
- Nominierung in der Kategorie Bestes Video Metal/Hard Rock (Best Metal/Hard Rock Video)
- Nominierung in der Kategorie Bestes Breakthrough Video
- Nominierung in der Kategorie Viewers’ Choice

### Charts und Chartplatzierungen
| ChartsChartplatzierungen            | Höchstplatzierung | Wochen |
| ----------------------------------- | ----------------- | ------ |
| Vereinigte Staaten (Billboard)      | 55 (13 Wo.)       | 13     |
| Vereinigte Staaten (Billboard Rock) | 2 (46 Wo.)        | 46     |